# Hryggjarstykki
Hryggjarstykki är en förlorad kungasaga från år 1160 av Eiríkr Oddsson, en isländsk författare man inte vet mycket om. Det ska vara den första färdiga sagan som författats. 
Utdrag från sagan finns i Morkinskinna, Fagrskinna och Heimskringla och på så sätt känner vi till sagans existens idag. I Heimskringla nämner Snorre att han använt Hryggjarstykki som källa.

## Innehåll
Hryggjarstykki var en samtida saga om den norske kungen Harald Gille och hans söner som stred mot Sigurd Slembe och Magnus Sigurdsson. Sagan var skriven på fornnordiska och dokumenterade händelser från år 1130 till 1161.